# Buses JM
Buses JM es una empresa chilena de transporte de carga y pasajeros. Es controlada por la familia Minardi, descendientes de su fundador, José Minardi Jorquera.

## Cronología
- Fue fundada en 1951. Comenzó a operar en los trayectos urbanos en la Región de Valparaíso.

- En la década de 1960 la empresa inaugura con un bus el recorrido Los Andes - San Felipe - Valparaíso, servicio que a la fecha se ejecuta con 16 buses.

- Luego desde 1960 a 1966 desarrolla un servicio interprovincial Valparaíso - San Felipe - Putaendo.

- En 1962, Buses JM. comienza a prestar servicios a las Empresas constructoras encargadas de la construcción de lo que es hoy la actual División Andina. Una vez que cesan los trabajos de las Empresas Constructoras señaladas, se comienza a operar directamente con la Empresa Minera Andina .

- Afianzados estos servicios señalados, Buses JM decide ampliarse, inaugurando un recorrido desde las ciudades de Valparaíso - Viña del Mar hacia las ciudades de Concepción- Talcahuano en 1978, siendo a la fecha la más antigua empresa que desarrolla este servicio. A fines de 1980, se inaugura un taller modelo en la ciudad de Los Andes, dada la conciencia de la Gerencia de contar con una completa y moderna estación de servicios que satisficiera completamente las necesidades actuales y futuras de nuestra empresa.

- El 20 de julio de 1982, comienza a regir el Contrato Nº AT-055-02, adjudicando la exclusividad del transporte de pasajeros de los servicios externos de la División Andina a Buses JM. productos del llamado a propuesta.

- El 1 de abril de 1986, la División Andina celebra un nuevo contrato con Buses JM, para la ejecución del Servicio de Transporte Externo de Personal Nº A1G-027-6.

- En 1997 se adjudica el contrato de transporte de personal con minera Los Pelambres.

- En 2004 se adjudica un nuevo contrato con Codelco División Andina por 10 años incorporando tecnología de punta en este servicio.

- Importante es destacar que el Gerente General don José Minardi Jorquera, siendo un hombre muy visionario, ha estado constantemente preocupado de elevar el nivel técnico de la empresa. Es así como frecuentemente, ha viajado junto a sus hijos a estudiar los procesos y métodos utilizados en la fabricación por los más grandes proveedores de buses del mundo, entre los que destacan:
  - Mercedes Benz - Alemania, fábrica de chasis y carrocerías.
  - Magirus Deutz - Alemania, fábrica de chasis y carrocerías.
  - Nielson - Brasil, fábrica de carrocerías.
  - Mercedes Benz - Brasil, fábrica de chasis y carrocerías.
  - Scania - Brasil, Fábrica de chasis..

- A partir de abril de 1998, se inicia servicio de contratistas en compañía "Minera Los Pelambres" y ya en julio del mismo año se inicia servicio directo a "proyecto Los Pelambres". En marzo de 2001, Buses JM se convierte en la primera empresa de transporte terrestre en Chile, que logra la Certificación ISO 9002.

## Holding

### Buses JM Pullman
- Buses JM: Empresa matriz del grupo, dedicada principalmente al transporte interurbano de pasajeros.
- Buses JM Encomiendas: Empresa de transporte de carga con cobertura nacional. Mueve carga de alto tonelaje, encomiendas y todo tipo de cargas.
- Servicios industriales Minardi: Empresa de transporte de personal de grandes y medianas empresas con cobertura nacional.

### Servicios anexos
- TV Móvil TEC: Empresa encargada de la transmisión, explotación y operación de la señal de TV interna que se transmite en los buses de Buses JM.

## Servicios
- Clásico Corto: con configuración única de 46 asientos.
- Clásico Local: Servicio turista para trayectos dentro de la Región de Valparaíso con configuración única de 46 asientos.
- Clásico Largo: Servicio turista de media y larga distancia para Concepción con configuración única de 46 asientos.
- Semi-Cama: Servicio turista mejorado para trayectos de larga distancia, dependiendo del tipo de bus pueden tener configuración de 42 o 46 asientos.
- Salón Cama: Servicio de 1ª clase estándar con configuración única de 25 butacas para trayectos de larga distancia.

## Flota
- Marcopolo
  - Paradiso G7 1800DD
  - Paradiso G7 1200
  - Paradiso G7 1050
  - Viaggio G7 1050
  - Paradiso G6 1200
  - Viaggio G6 1050
  - Andare Class 1000
  - Andare Class 850 -
- Busscar
  - Panorâmico DD
  - Vissta Buss LO
  - Jum Buss 340T
- Irizar
  - Century
  - New Century
- Comil
  - Versatile 900
- Mitsubishi
  - Fuso Rosa

## Destinos
Estos son actualmente los destinos donde Buses JM llega:

### Oficinas nacionales
| Ciudad        | Direccíon                                                |
| ------------- | -------------------------------------------------------- |
| Valparaíso    | Terminal Rodoviario Municipal, Av. Pedro Montt N° 2831   |
| Viña del Mar  | Terminal Rodoviario, Av. Valparaíso Nº 1055              |
| Villa Alemana | Calle Progreso N° 45                                     |
| San Felipe    | Av. Yungay N° 300 Terminal Oficina 4                     |
| Los Andes     | Av. Carlos Diaz N° 111 Oficina 4                         |
| Quilpué       | Calle Portales N° 745                                    |
| Concepción    | Terminal Collao, Tegualda Nº 860                         |
| Talcahuano    | Terminal de Buses Félix Adán, Almirante Latorre Nº 8     |
| Santiago      | Terminal Santiago, Av. Bdo. O'higgins Nº 3850 Oficina 95 |